# Willo Welzenbach
Wilhelm Willo Welzenbach (10 novembre 1900, Munich - nuit du 12 au 13 juillet 1934, Nanga Parbat) est un alpiniste de pointe allemand dans la période de l'entre-deux-guerres. Il a créé la première échelle de cotation des voies d'escalade.

## Biographie
Wilhelm Willo Welzenbach est né le 10 novembre 1900 à Munich. Tout jeune, il fait des balades en montagne avec ses parents. 
Ingénieur de formation, Willo Welzenbach commence dans les années 1920 l'escalade dans les Alpes calcaires de Bavière. Il est aussi un pionnier du ski de montagne gravissant en hiver les 4 000 de l'Oberland bernois et du Valais. 
En 1923, il découvre à Chamonix et en Valais la montagne glaciaire des Alpes occidentales.  Excellent « rochassier », Welzenbach se révèle aussi remarquable « glaciairiste ».  
À partir de 1926, une grave maladie articulaire le handicape, le contraignant à des mois d'immobilisation puis à une longue rééducation. Il est ensuite obligé d'adapter sa technique à son cas et privilégie les grandes ascensions glaciaires dans les Alpes, en particulier sur les faces nord.  
Il est considéré comme le fondateur des techniques pour la progression et la protection sur glace. Précurseur dans l'adaptation du matériel sur rocher pour les ascensions glaciaires, déjà en 1924 il utilise pour la première fois un piton à glace (longue lame en U) et la cordée Welzenbach - Franz Rigele invente la broche à glace. Grâce à ce matériel de pointe, il réalise au cours du début des années 1930 une série impressionnante de grandes faces nord dans l'Oberland bernois et le Valais, repoussant les limites de l'escalade sur glace. 
En 1931, l'ascension d'une nouvelle voie dans la face nord de l'aiguille des Grands Charmoz dans les aiguilles de Chamonix avec Willi Merkl reste comme l'un des plus grands exploits alpinistiques : surpris par le mauvais temps, ils livrent un incroyable combat durant quatre jours et nuits dans la tempête pour arriver au sommet, et rentrer à Chamonix où plus personne ne croyait à leur survie. Durant sa courte vie, il gravit 949 sommets dont 72 sommets de 4 000 m, avec 43 premières. 
En 1934, il participe à l'expédition allemande au Nanga Parbat de 1934 comme adjoint de Willi Merkl. Le 6 juillet, alors que les 7 850 mètres sont franchis après le camp 8, une épouvantable tempête se lève et contraint les grimpeurs à redescendre en catastrophe. Mais dans ces conditions extrêmes Uli Wieland, Willo Welzenbach, le chef de l'expédition Willi Merkl et deux sherpas ne survivent pas.

## Ascensions
- 1923 - Paroi est du Fleischbank.
- 1923 - paroi ouest du Totenkirchl.
- 1923 - Face sud du Schüsselkarspitze (2 538 m) (Wetterstein).
- 1923 - Aiguille d'Argentière.
- 1923 - Aiguille de Triolet.
- 1923 - Mont Dolent.
- 1924 - Face nord-ouest du Grosses Wiesbachhorn.
- 1924 - Face nord du Breithorn.
- 1924 - Face est du mont Rose (D+, 50/55°, 2 400 m de dénivelé, la plus grande paroi de glace des Alpes).
- 1925 - Parcours intégral de l'arête de Peuterey (D+/IV, mixte, glace jusqu'à 50°).
- 1925 - Première à la face nord-nord-est du Liskamm.
- 1925 - Tentative à l'arête sud de l'aiguille Noire de Peuterey avec E. Allwein (arrêt à 3 400 m à cause des orages).
- 1925 - Première de la face nord de la Dent d'Hérens (dangereuse, TD+, glace jusqu'à 90°, 1 300 m de dénivelé, 10 à 15 h), avec E. Allwein.
- 1926 - Face nord-ouest du Breithorn avec F. Rigele et Bachschmidt (course mixte, 1 200 m, 60°).
- 1926 - Face sud de l'Ober Gabelhorn avec F. Rigele et Bachschmidt (AD/IV, 850 m de dénivelé, 6 h).
- 1926 - Face nord du Grossglockner.
- 1927 - Couloir glaciaire de Pallavicini, au Grossglockner.
- 1927 - Traversée de l'arête sommitale des Grandes Jorasses (AD/IV+, glace jusqu'à 55°).
- 1927 - Mont Blanc par le glacier de la Brenva.
- 1929 - Face nord des Courtes.
- 1929 - Face nord de l'aiguille de Bionnassay.
- 1930 - Première de la face nord directe du Gross Fiescherhorn (ED, glace jusqu'à 65°, 1 300 m de dénivelé) avec H. Tillmann.
- 1931 - Première de la face nord de l'aiguille des Grands Charmoz avec Willi Merkl.
- 1932 - Première de la face nord du Grosshorn avec Alfred Drexel, Hermann Rudy, Erich Schulze.
- 1932 - Première de la face nord du Gletscherhorn avec Alfred Drexel, Hermann Rudy, Erich Schulze.
- 1932 - Première de la face nord du Breithorn de Lauterbrunnen avec Erich Schulze.
- 1933 - Première de la face nord du Nesthorn (Alpes bernoises) avec Alfred Drexel.

## L'échelle des six degrés de difficulté selon Welzenbach
Dès 1925, Welzenbach élabore une échelle des six degrés de difficulté en escalade rocheuse. Cette cotation, très controversée au départ, est ensuite universellement adoptée.